# سفارة الأردن في واشنطن العاصمة
هي بعثة دبلوماسية للمملكة الأردنية الهاشمية في الولايات المتحدة الأمريكية. تشغل دينا قعوار منصب السفيرة حاليا.

## روابط خارجية
- Official site
- wikimapia